# نادي قرن المسافرين
إن نادي قرن المسافرين، أو TCC، هو نادٍ للأشخاص الذين زاروا 100 أو أكثر من دول وأقاليم العالم.
تأسست المنظمة في ولاية كاليفورنيا في عام 1954، ولديها الآن أكثر من 1400 عضو في جميع أنحاء العالم، ويضم النادي عشرين فرعًا إقليميًا في الولايات المتحدة، واثنان في كندا، وفرعًا في كل من المملكة المتحدة وألمانيا وإسبانيا، ويعقد اجتماعات منتظمة، ويوفر أدوات أخرى للشبكات الاجتماعية.

## أهلية العضوية والقائمة
تحتفظ TCC بقائمة البلدان والأقاليم، التي يجري تحديد العضوية الأولية والاعتراف بها. لا تشمل القائمة الدول ذات السيادة فحسب، بل تشمل أيضًا بعض الأراضي والمقتنيات ومجموعات الجزر. بدءًا من ديسمبر 2019، تحتوي القائمة على 329 دولة ومنطقة. تشير أدبيات النادي إلى أنه «على الرغم من أن بعضهم ليسوا في الواقع دولًا في حد ذاتها، فقد جرى تضمينهم، لأنه جرى استبعادهم من البلد الأم»، بناءً على القواعد التي وضعت في عام 1970. يعتمد تقريبًا على معايير جائزة DXCC لراديو الهواة لعمل 100 «كيان».
النادي ليس لديه أي متطلبات بخصوص المدة التي يجب أن يقضيها المسافر في بلد ما للتأهل. أي شخص زار 100 مكان أو أكثر في القائمة مؤهل للانضمام.

## السجلات
بحلول عام 2018، كان أربعة وعشرون عضوًا قد زاروا كل مكان في القائمة. كان جون كلوز، من إيفانسفيل، إنديانا، أول من سافر إلى جميع البلدان المدرجة في المنظمة، وتم الاعتراف به من قبل موسوعة غينيس للأرقام القياسية لعام 1995 بوصفه «الرجل الأكثر سفرًا في العالم»، الذي حصل على اللقب من عضو آخر في نادي تي سي سي بارك جي تومسون.
أصغر من انضم إلى النادي كانت لاني شيا، التي أبلغ والداها جيف ونوفيتا من نوفاتو بولاية كاليفورنيا، أنها وصلت إلى بلدها رقم 100 في سن عامين وثمانية أشهر. كما سجلت رقمًا قياسيًا جديدًا في موسوعة غينيس تحت فئة «أصغر شخص يسافر إلى جميع القارات السبع»، وأنجِز ذلك في ديسمبر 2003، عندما كان عمرها عامين و307 أيام. والسجل محفوظ حاليًا لدى Vaidehi Thirrupathy.
أصبحت إندي نيلسون من هايوارد في ولاية كاليفورنيا في عام 2017 أصغر شخص يبلغ من العمر 24 عامًا، يزور جميع البلدان ذات السيادة، بعد أن زار جميع الدول الأعضاء في الأمم المتحدة البالغ عددها 193 دولة في 539 يومًا.

## الخلافات
في عام 2004، ظهر عضو النادي تشارلز فيلي في صحيفة التلغراف اليومي البريطانية بصفته صاحب الرقم القياسي العالمي الجديد في موسوعة غينيس للرجل الأكثر سفرًا في العالم، ولكن هذا لم ينعكس أبدًا في كتاب غينيس للأرقام القياسية. وبدلاً من ذلك، تقاعست موسوعة جينيس عن التصنيف بسبب عدم وجود معيار موضوعي للعنوان، ويشكك بعض المسافرين حول العالم في ادعاء فيلي بأنه الرجل الأكثر سفرًا في العالم.

## أعضاء بارزون
- دون باريش، مغامر أمريكي.
- تشارلز فيلي، رائد أعمال أمريكي ومؤسس موقع mosttraveledpeople.com
- ريتشارد فولتز، عالم كندي.
- ديفيد ل. كننغهام، صانع أفلام دولي.
- بابيس بيزاس، كاتب رحلات يوناني، ومنظم رحلات.
- سانثوش جورج كولانجارا، رجل أعمال هندي وشخص إعلامي، مؤسس Safari TV.